# Charles Doolittle Walcott-medaljen
Charles Doolittle Walcott-medaljen, delas ut av National Academy of Science för att stimulera forskning rörande liv och historia under tidsperioderna prekambrium och kambrium. Priset instiftades genom Walcott-fonden som en gåva av fru Mary Vaux Walcott för att hedra maken Charles Doolittle Walcott (1850-1927).
Två svenskar har under åren tilldelats utmärkelsen. 1939, A.H. Westergård, paleontolog vid Sveriges geologiska undersökning och 1992, Stefan Bengtson, numera professor vid Naturhistoriska riksmuseet.

## Pristagare
- 1934 - David L. White
- 1939 - Anton H. Westergård
- 1947 - Alexander G. Vologdin
- 1952 - Franco Rasetti
- 1957 - Pierre Hupe
- 1962 - Armin A. Öpik
- 1967 - Allison R. Palmer
- 1972 - Elso S. Barghoorn
- 1977 - Preston Cloud
- 1982 - Martin F. Glaessner
- 1987 - Andrew H. Knoll och Simon C. Morris
- 1992 - Stefan Bengtson
- 1997 - Mikhail A. Fedonkin
- 2002 - Hans J. Hofmann
- 2007 - John Grotzinger
- 2013 - J. William Schopf